# La costilla de Adán (novela)
La costilla de Adán, título original en italiano La costola di Adamo, es la cuarta novela publicada por el escritor italiano Antonio Manzini, y la segunda de la serie protagonizada por el subjefe de policía Rocco Schiavone.
En Italia fue publicada por Sellerio Editore en 2014. En España la primera publicación es de Salamandra Black, colección de Ediciones Salamandra, en 2015, traducida por Regina López y Julia Osuna.

## Argumento
Estamos en marzo, pero en Aosta sigue haciendo frío y en cualquier momento puede ponerse a nevar, lo que exaspera a Rocco Schiavone, subjefe de la Polizia di Stato. Una mañana, tras recibir un chivatazo de tráfico de drogas, destina a los agentes Daruta y D'Intino, sin duda los más incompetentes de su grupo, a una vigilancia nocturna en un parque. Poco después Rocco y el agente Italo Perron acuden a un domicilio en respuesta a una llamada que ha informado de un robo. Pero al llegar allí lo que descubren es un cadáver de mujer colgado de la lámpara de una habitación. Y, pronto, lo que podría ser un suicidio, se convierte en asesinato.
En el domicilio han desaparecido varias joyas, entre ellas un valioso broche de piedras preciosas, regalo de su suegra a la difunta Ester Baudo.
Mientras inicia la doble investigación, por asesinato y por robo, Schiavone se entera de que sus agentes destinados al operativo antidroga han tenido problemas, y uno ha acabado en el hospital. Uno de los dos camellos que atacaron a los policías, Fabio Righetti, ha sido detenido. Cuando Rocco y Perron acuden a casa de Irina, asistenta de la fallecida y quien descubrió el robo, tropiezan con el otro camello, Helmi, hijo de la pareja de Irina. Rocco le pone vigilancia mientras acaba de atar cabos.
Pronto descubrirán que Helmi mantiene algún tipo de relación con Gregorio Chevax, actual empresario y antiguo condenado por traficar con objetos robados. Tras descubrir el broche en poder de Chevax, todo parece indicar el mismo camino, pero Rocco no lo tiene claro: una amiga de la asesinada le ha insinuado que el matrimonio de ésta era un infierno.
Con esas pistas y enfrentándose, además, al final de su relación con Nora y a la vuelta a las andadas de Giorgio Borghetti Ansaldo, deberá el policía resolver el caso.

## Personajes

### Rocco Schiavone
Subjefe de la policía. Gran investigador, pero totalmente indisciplinado, corrupto, fumador de marihuana y, a ratos, verdaderamente desagradable, aunque en el fondo no es mala persona.

### Otros personajes
- Italo Perron y Caterina Rispoli: agente e inspectora de policía. Son los colaboradores más cercanos a Rocco y en los únicos que confía. En esta novela inician una relación sentimental.

- Ester Baudo: Asesinada.

- Patrizio Baudo: Marido de la muerta. representante de material deportivo y ciclista aficionado.

- Irina Oligova: Inmigrante bielorrusa. Mujer de la limpieza de los Baudo. Es quien da la voz de alarma.

- Ahmed Bastiani: Pareja de Irina.

- Helmi Bastiani: Hijo de Ahmed y su primera esposa. Nacido en Italia, casi no habla árabe.

- Fabio Righetti: Amigo y compinche de Helmi.

- Adalgisa Verratti: Amiga de Ester.

- Gtegorio Chevax: Empresario. Condenado unos años antes por tráfico de objetos robados.

- Giorgio Borghetti Ansaldo: Hijo del subsecretario de Exteriores. Pederasta. Cuando Rocco lo detiene por primera vez, en lugar de entregarlo a la justicia le da una paliza tremenda (lo deja cojo y tuerto), y eso es causa de su traslado de Roma a Aosta.

- Nora: Amante de Rocco. Muy guapa.

- Maurizio Baldi: Juez encargado del caso.

- Alberto Fumagalli: Forense y amigo de Rocco.

- Sebastiano Cecchetti: Amigo de la infancia de Rocco y delincuente.

- Luca Farinelli: Jefe de la policía científica.

- Andrea Corsi: Jefe superior de policía.

- Agentes Daruta, D'Intino y Casella: policías a cargo de Schiavone, bastante incompetentes.

## Adaptaciones
La novela fue adaptada en el segundo episodio de la primera temporada de la serie Rocco (serie televisiva).